# Filmografia di Pier Paolo Pasolini

Anna Magnani ed Ettore Garofolo in una scena del film Mamma Roma, diretto da Pasolini nel 1962

Pier Paolo Pasolini esordì nel cinema negli anni '50 come soggettista e sceneggiatore collaborando, tra gli altri, con Mario Soldati, Mauro Bolognini, Federico Fellini, Attilio Bertolucci e Cecilia Mangini.

## Cinema e letteratura
Pasolini rappresenta un caso particolare e certamente il più emblematico del Novecento di come cinema e letteratura possano essere il prodotto alto di un solo autore. Egli riesce a legare il ruolo di scrittore a quello di regista in un rapporto perfettamente circolare.
Caso singolare, Pasolini è riuscito ad essere autore di una "scrittura unificata", come nel caso di Teorema, in cui mentre girava il film ne scriveva il testo, lasciando interagire le due narrazioni.

### La lingua del cinema
Una pagina significativa in cui l'autore illustra il suo passaggio dalla letteratura al cinema si trova in Una premessa in versi:
Nel '60 ho girato il mio primo film, che
s'intitola "Accattone".
Perché sono passato dalla letteratura al cinema?
Questa è, nelle domande prevedibili in una intervista,
una domanda inevitabile, e lo è stata.
Rispondevo sempre ch'era per cambiare tecnica,
che io avevo bisogno di una nuova tecnica per dire una cosa nuova,
o, il contrario, che dicevo la stessa cosa sempre, e perciò
dovevo cambiare tecnica: secondo le varianti dell'ossessione.
Ma ero solo in parte sincero nel dare questa risposta:
il vero di essa era in quello che avevo fatto fino allora.
Poi mi accorsi
che non si trattava di una tecnica letteraria, quasi
appartenente alla stessa lingua con cui si scrive:
ma era ella stessa una lingua...
E allora dissi le ragioni oscure
che presiedettero la mia scelta:
Quante volte rabbiosamente e avventatamente
avevo detto di voler rinunciare alla mia cittadinanza italiana!
Ebbene, abbandonando la lingua italiana, e con essa,
un po' alla volta, la letteratura,
io rinunciavo alla mia nazionalità.

### Scrittori-Attori
Pasolini nei suoi film ha utilizzato scrittori per indossare i panni dell'attore, seguendo l'esempio di Elio Vittorini che nel 1954 impersona il personaggio di Bartolomeo della Scala in Giulietta e Romeo di Renato Castellani.
In Accattone affida infatti una parte ad Elsa Morante e con lei, nel 1968, scrive la musica per Medea e la scrittrice ispira un personaggio di Uccellacci e uccellini: nel decennio seguente fa interpretare a Paolo Volponi il ruolo di un prete in Mamma Roma (1962), in Uccellacci e uccellini (1966) la voce del corvo è fornita da Francesco Leonetti, ad Alfonso Gatto viene affidata in Teorema (1968) la parte del medico e l'amico Giuseppe Zigaina interpreta ne Il Decameron del 1971 il ruolo del frate confessore di Cepparello, mentre lo stesso Pasolini interpreta il ruolo di Giotto.

## Il percorso cinematografico
Pasolini è stato principalmente un uomo di cultura e portatore di un pensiero-contro.
La sua visionarietà artistica si è espressa in egual maniera nel cinema e nella letteratura, in forma di narrativa, saggistica e poesia.
Nel 1953 viene chiamato da Giorgio Bassani a collaborare alla sceneggiatura per La donna del fiume (1954) di Mario Soldati. Negli anni cinquanta, era frequente la ricerca di collaborazioni letterarie di un certo livello alla stesura di sceneggiature cinematografiche per tentare di rialzare il livello medio e dopo la pubblicazione di Ragazzi di vita, Pasolini diviene piuttosto ricercato soprattutto per progetti che hanno come argomento la vita nelle borgate; è da segnalare la collaborazione di Pasolini con Cecilia Mangini che nel 1958 esordisce con il cortometraggio Ignoti alla città ispirato proprio al romanzo Ragazzi di vita. Pasolini inizia con questo documentario la sua collaborazione con Mangini che continuerà l'anno successivo quando scriverà anche il testo per Stendalì. Suonano ancora e nel 1961 per La canta delle marane. I testi originali di questi tre film sono stati scritti da Pasolini mentre la regista gli mostrava quanto girato alla moviola. Si può quindi pensare che il futuro regista (Accattone venne realizzato dopo La canta delle Marane) abbia capito il linguaggio cinematografico nella sua sede più idonea, appunto stando alla moviola con Cecilia Mangini. Lo sceneggiatore Rodolfo Sonego, che ha condiviso un film con Pasolini La ragazza in vetrina (di Luciano Emmer, 1961), ha lasciato questa breve testimonianza: "Il lavoro alla moviola mi ha insegnato, in realtà, cos'è il cinema lontano dalla letteratura. La moviola ce l'ha solo il cinema". Si può quindi dedurre che Cecilia Mangini abbia contribuito a realizzare questo importante passaggio, dalla letteratura al cinema, della carriera di Pasolini.
Ne Le notti di Cabiria (1957) di Federico Fellini si dedica in particolare alle sequenze dedicate alla prostituzione; nel 1958 collabora ad Addio alle armi di Charles Vidor. Del 1959 la stesura del soggetto, insieme a Giuseppe Berto di Morte di un amico diretto da Franco Rossi, in seguito collabora spesso con Mauro Bolognini, in particolare per La notte brava in cui per la prima volta si impegna con un contributo originale, da lui considerato al pari di un'opera letteraria. La commare secca (1962) avrebbe dovuto costituire il suo esordio alla regia, che alla fine passerà a Bernardo Bertolucci, anche lui alle prime armi.

### Pasolini regista
Pasolini incomincia la sua attività di regista nel 1961 con il film Accattone che ambienta nelle borgate romane riprendendo temi e personaggi del suo romanzo Ragazzi di vita.
Il film vuole essere un'accorata testimonianza e drammatica adesione alla violenza antiborghese degli emarginati.
Nel 1962 produce il lungometraggio Mamma Roma nel quale riprendeva personaggi e ambienti del film precedente con l'intento di arricchire in modo più articolato il proprio universo.
Se infatti nella narrazione di "Accattone" egli illustra un processo di dissolvimento, in Mamma Roma s'intravede una prospettiva di riscatto, anche se frustrata, attraverso il raggiungimento di uno status socialmente riconosciuto e rispettato, oltre l'emergere del senso protettivo materno che non riuscirà, comunque, a preservare la fragilità del figlio.
Nel 1963 con il mediometraggio La ricotta (episodio del film Ro.Go.Pa.G.), Pasolini giunge a uno dei più intensi risultati del suo cinema. In esso viene presentata la tragica "Passione" di un sottoproletario, Stracci, del quale lo schermo sottolinea la umiliazione e la sofferenza.
Nel 1964 Pasolini produce il lungometraggio Il Vangelo secondo Matteo che era stato preceduto dal film di montaggio La rabbia, dal film d'inchiesta sul comportamento sessuale degli italiani dal titolo Comizi d'amore e dal reportage Sopralluoghi in Palestina per il Vangelo secondo Matteo girato nelle zone dove inizialmente si pensava di girare il "Vangelo".
Il film "Il Vangelo", che va inserito nel contesto autobiografico che Pasolini andava delineando parallelamente alla propria produzione poetica, ebbe accoglienze contrastanti.
Il Vangelo vuole essere una immensa metafora del sottoproletariato mondiale e anche momento di verifica delle potenzialità liberatorie del Cristianesimo evangelico da contrapporre alla chiesa come struttura.
Del 1966 è il film Uccellacci e uccellini che testimonia in modo assai umano la sfiducia nelle possibilità guaritrici e modificatrici dell'ideologia. I protagonisti sono due spaesati sottoproletari e un corvo la cui altisonante verbosità coincide con la sua sterilità politica.

Nello stesso anno Pasolini produce l'episodio de Le streghe (La Terra vista dalla Luna), che è una specie di appendice al film precedente.
Nel 1967 viene realizzato Edipo re che contiene chiari riferimenti autobiografici e rappresentazione dell'ennesima traumatica diversità che non ha nemmeno la fede nell'utopia storica. Edipo, cieco e vagante attraverso gli aridi deserti della preistoria fino alle periferie delle attuali città, si dissolverà alla fine nella dimensione naturale.
Sempre nel 1967 esce il film Che cosa sono le nuvole?, episodio di Capriccio all'italiana.
Nel 1968 esce Teorema che vuole rappresentare l'annullamento e la disgregazione dell'esistenza borghese nel caso essa volesse vivere al di là della ritualità quotidiana.
Nel 1969 esce Porcile che è la parallela narrazione di due diversità: quella dell'antropofago barbarico che verrà giustiziato dal potere, e quello del timido Julian, discendente da una ricca dinastia di industriali, votato al suicidio, cosciente della sua estraneità tanto al progetto paterno quanto alla contestazione giovanile, che verrà divorato dai porci allevati dalla famiglia. Il film porta agli estremi la visione pasoliniana del terrorismo lucidamente autodistruttivo degli emarginati e si avvale, sul piano espressivo, di elementi poetici, sarcastici ed epigrammatici.
Questo tema verrà ripreso in Medea (1969), che è preceduto dalla realizzazione de La sequenza del fiore di carta, episodio del film Amore e rabbia. Il film, che non si arresta alla constatazione dell'inferno contemporaneo, si articola nella dialettica tra la spontaneità primitiva e la tecnocratica razionalità, mettendo in risalto che, dove non si arresta la prima, erompe la vendetta nella sanguinaria ed equa necessità.
L'opera seguente sarà la cosiddetta "Trilogia della vita" composta dal Il Decameron del 1971, da I racconti di Canterbury del 1972 e da Il fiore delle mille e una notte del 1974. In essi Pasolini rappresenta il progetto di dipingere l'infanzia dell'umanità, l'innocenza dei popoli, il trionfo delle istanze erotiche e naturali dell'uomo.
Ma già nel 1974, alla presentazione del progetto del prossimo film, Pasolini dichiarava di sentirsi spaventato dal fatto di aver contribuito al processo di falsa liberalizzazione della sessualità e lo rinnegherà in modo provocatorio nel film Salò o le 120 giornate di Sodoma che, uscito postumo nel 1976 e sottoposto a una fortissima censura, sarà l'ultimo contributo di Pasolini al cinema.

### Accattone
Accattone (1961) è il primo titolo della sua filmografia. Ambientato nelle profondità della periferia romana, senza l'artificialità di ricostruzioni scenografiche o di illuminazioni particolari, è interpretato da attori non professionisti. L'uso della macchina da presa è piuttosto primitivo, con movimenti di macchina improvvisi, spontanei, a volte brutali.
La casa dove fu girato il film si trova in via Ettore Giovenale, 101 nel quartiere Pigneto di Roma. È stata restaurata ma ci sono delle targhe in ricordo del grandissimo regista.

### La ricotta
Nel 1962 partecipa, insieme con Roberto Rossellini, Jean-Luc Godard e Ugo Gregoretti alla realizzazione di Ro.Go.Pa.G., girando l'episodio intitolato La ricotta. Il mediometraggio si concentra sul problema della visione del sacro, costruendo una sorta di parodia della Passione, per cui all'epoca fu giudicato blasfemo. Il pensiero di Pasolini è espresso da Orson Welles, che interpreta il regista di un immaginario film sulla crocefissione, soprattutto nelle risposte alle quattro domande postegli da un verosimile giornalista. Nell'opera realizzata in bianco e nero, campeggiano tuttavia le rappresentazioni a colori delle due Deposizioni del Cristo di Rosso Fiorentino e Pontormo. Pasolini, rifacendosi al Manierismo, realizza un neorealismo manieristico, in cui la realtà si libra nel visionario, grazie all'abbondanza, a tutto campo, delle citazioni, spesso in contrasto fra loro, secondo la teoria degli ossimori, che il regista vuol realizzare: citazioni musicali (l'Aria Sempre libera degg'io da La traviata di Giuseppe Verdi, suonata dagli strumenti musicali scordati di una banda, è il motivo principale che contrasta col twist; e con le musiche di Bach, Scarlatti, Gluck), letterarie (Donna de Paradiso di Jacopone da Todi), filosofiche (Il Capitale di Karl Marx), autocitazioni (Mamma Roma) cinematografiche (Federico Fellini, Orson Welles stesso, le accelerazioni delle immagini alla maniera chapliniana). A seguito di un processo con cui venne condannato, Pasolini fu costretto a modificare alcune parti e alcuni testi del film, tra cui la didascalia iniziale e la frase finale pronunciata da Orson Welles, che in originale suonava «crepare è stato il suo solo modo di fare la rivoluzione».

### Il Vangelo secondo Matteo
Matera e l'Aspromonte, l'Italia del Sud, povera e agreste: questa l'ambientazione scelta da Pasolini per la più fedele trasposizione cinematografica di un testo evangelico. Il film venne applaudito e premiato dagli ambienti ufficiali della Chiesa cattolica. Il Vangelo secondo Matteo (1964), un bianco e nero semplice e aspro, di rara suggestione. Pasolini concepì questo film leggendo un Vangelo che si trovava nella stanzetta della Cittadella di Assisi dove era ospite e dove rimase bloccato per la visita del papa Giovanni XXIII, era il 4 ottobre del 1962, credeva che fosse un trucco dei preti questo Vangelo lasciato li in camera che lesse e divorò concependo così questo capolavoro del cinema di sempre.

### Teorema
Nel film Teorema del 1968, con l'attore Terence Stamp nella parte di un misterioso straniero, Pasolini affrontò un altro delicato tema: quello dei rapporti interfamiliari (tema ripreso molti anni più tardi dal regista francese François Ozon nel film Sitcom).
Una famiglia milanese - genitori, Lucia e Paolo, due figli studenti, Pietro e Odetta, e la serva Emilia - vive serena come una qualunque famiglia borghese fino all'arrivo di un ospite dalla identità vaga e allusiva. Presto tutti nella famiglia sono affascinati e sedotti dall'ospite misterioso che ha rapporti sessuali con ciascuno di essi. Quando parte, la vita della famiglia ne resta stravolta: Odetta finisce in una casa di cura; Pietro diventa pittore, dandosi a un non ispirato astrattismo; Lucia, la madre, si dà a uno sfrenato erotismo, Emilia ritorna alla casa paterna in paese dove viene trattata dai paesani come una santa. Infine il padre, Paolo, dona la fabbrica agli operai, poi alla stazione centrale si denuda completamente, e in senso metaforico il film si chiude con la sua figura che vaga in un deserto.

### Gli ultimi film
Per i suoi ultimi film Pasolini si ispirò a lavori letterari: la tragedia greca, interpretata con rara sensibilità di cineasta, nell'Edipo re (dalla tragedia di Sofocle, 1967) e in Medea (dalla tragedia di Euripide, 1969), quindi, per la sua "Trilogia della vita", Il Decameron, (dalla raccolta di Giovanni Boccaccio, 1971), I racconti di Canterbury (dalla raccolta di Geoffrey Chaucer, 1972) e Il fiore delle Mille e una notte (dall'omonima raccolta, 1974). Il suo ultimo film, Salò o le centoventi giornate di Sodoma (girato nel 1975 e ispirato a un romanzo del Marchese de Sade), sarà criticato aspramente da molti per le sue scene a contenuto fortemente sadomasochistico.

### Totò, Ninetto e la Magnani
Per uno dei suoi ultimi film, Uccellacci e uccellini, sorta di favola fra il mistico e il picaresco, Pasolini aveva voluto ricorrere a uno dei maggiori attori della commedia all'italiana, Totò, affiancato – nella circostanza – dall'attore prediletto del regista, Ninetto Davoli. Secondo molti critici fu l'unica occasione per Totò di dimostrare le sue reali qualità anche come attore drammatico.
Mamma Roma, con una straordinaria Anna Magnani, storia di una prostituta e di suo figlio, fu all'epoca come un pugno nello stomaco per il comune senso del pudore. Spesso i critici si sono interrogati sul fatto se Pasolini non abbia inserito volutamente nei suoi lavori particolari crudi proprio per cercare di catturare maggiormente l'attenzione degli spettatori: sta di fatto che il complesso della sua opera – letteraria e di regista – è uno dei maggiori contributi al cambiamento del modo comune di pensare e un esempio, mai più ripetuto, di poesia applicata alla realtà più crudele.

### Il regista
Come regista, Pasolini ha creato una sorta di secondo neorealismo, sfruttando costantemente e in maniera profonda gli aspetti che più fanno della vita quotidiana una sorta di commedia dell'arte. Non si preoccupò di nascondere ogni particolare, anche il più miserevole; e questo gli attirò ancor più l'ostracismo di quegli strati sociali e di quei gruppi politici interessati, per contro, a tenere nascosta una realtà scomoda che, se esaminata con l'occhio visionario dell'artista e del poeta, poteva risultare destabilizzante.
I contrasti tra Pasolini e l'opinione pubblica contribuirono sicuramente a mostrare e a focalizzare tematiche connesse al moralismo sessuale, anche se questo gli provocò una sorta di generale disapprovazione fino a una vera e propria discriminazione culturale.

## Filmografia

### Lungometraggi
- Accattone (1961)
- Mamma Roma (1962)
- Il Vangelo secondo Matteo (1964)
- Uccellacci e uccellini (1966)
- Edipo re (1967)
- Teorema (1968)
- Porcile (1969)
- Medea (1969)
- Il Decameron (1971)
- I racconti di Canterbury (1972)
- Il fiore delle Mille e una notte (1974)
- Salò o le 120 giornate di Sodoma (1975)

### Film a episodi
- La ricotta, episodio del film Ro.Go.Pa.G. (1963)
- La Terra vista dalla Luna, episodio del film Le streghe (1967)
- Che cosa sono le nuvole?, episodio del film Capriccio all'italiana (1968)
- La sequenza del fiore di carta, episodio del film Amore e rabbia (1969)

### Documentari
- La rabbia (1963)
- Comizi d'amore (1964)
- Sopralluoghi in Palestina per il Vangelo secondo Matteo (1964)
- Appunti per un film sull'India (1968)
- Appunti per un'Orestiade africana (1970)
- Appunti per un romanzo sull'immondezza (1970), incompiuto
- Le mura di Sana (1971)
- 12 dicembre (1972) - Regia non accreditata e condivisa con Giovanni Bonfanti